# Hernán Vieco
Hernán Vieco Sánchez (Medellín, 11 de junio de 1924-Bogotá, 8 de febrero de 2012) fue un arquitecto y diseñador colombiano. Fue considerado como el mayor influente de la arquitectura en Colombia.

## Biografía
Hernán Vieco es nieto de Camilo Vieco Arrubla e hijo de Bernardo Vieco Ortiz. Estudió arquitectura en la Universidad Nacional de Colombia. A pesar de que recién estrenó el título empezó a trabajar en entidades como el Instituto de Crédito Territorial, su deseo era salir del país para mirar el mundo. Su destino fue Francia. Estudió maestría en la Escuela de Urbanismo de la Universidad de París.
Durante la década del 50 residió en Europa, tiempo que resultó fundamental para su formación y que él aprovechó para presentar la nueva arquitectura colombiana, entonces desconocida en el medio cultural europeo. Durante su rol se influenció de los arquitectos Le Corbusier y Josep Lluís Sert. En París, junto a los prestigiosos arquitectos Marcel Breuer y Bernard Zehrfuss, participó en el proceso de diseño del edificio de la Unesco. En su regreso a Colombia, Vieco se unió al grupo de arquitectos que trajo la modernidad, como Rogelio Salmona, con quien trabajó. Su obra es reconocida sobre todo en la academia. Fue decano de Arquitectura de la Universidad Nacional por varios años y luego profesor de la facultad de arquitectura en la Universidad de los Andes. Falleció en su residencia en Bogotá el 8 de febrero de 2012 a causa de una penosa enfermedad.